# MKB-10 Poglavje XXI: Dejavniki, ki vplivajo na zdravstveno stanje in na stik z zdravstveno službo
| Mednarodna klasifikacija bolezni in sorodnih zdravstvenih problemov 10. popravljena izdaja | Mednarodna klasifikacija bolezni in sorodnih zdravstvenih problemov 10. popravljena izdaja | Mednarodna klasifikacija bolezni in sorodnih zdravstvenih problemov 10. popravljena izdaja     |
| Poglavje                                                                                   | Kategorije                                                                                 | Naslov                                                                                         |
| ------------------------------------------------------------------------------------------ | ------------------------------------------------------------------------------------------ | ---------------------------------------------------------------------------------------------- |
| I                                                                                          | A00-B99                                                                                    | Nekatere infekcijske in parazitske bolezni                                                     |
| II                                                                                         | C00-D48                                                                                    | Neoplazme                                                                                      |
| III                                                                                        | D50-D89                                                                                    | Bolezni krvi in krvotvornih organov in nekatere bolezni, pri katerih je udeležen imunski odziv |
| IV                                                                                         | E00-E90                                                                                    | Endokrine, prehranske in presnovne bolezni                                                     |
| V                                                                                          | F00-F99                                                                                    | Duševne in vedenjske motnje                                                                    |
| VI                                                                                         | G00-G99                                                                                    | Bolezni živčevja                                                                               |
| VII                                                                                        | H00-H59                                                                                    | Bolezni očesa in adneksov                                                                      |
| VIII                                                                                       | H60-H95                                                                                    | Bolezni ušesa in mastoida                                                                      |
| IX                                                                                         | I00-I99                                                                                    | Bolezni obtočil                                                                                |
| X                                                                                          | J00-J99                                                                                    | Bolezni dihal                                                                                  |
| XI                                                                                         | K00-K93                                                                                    | Bolezni prebavil                                                                               |
| XII                                                                                        | L00-L99                                                                                    | Bolezni kože in podkožja                                                                       |
| XIII                                                                                       | M00-M99                                                                                    | Bolezni mišično-skeletnega sistema in vezivnega tkiva                                          |
| XIV                                                                                        | N00-N99                                                                                    | Bolezni sečil in spolovil                                                                      |
| XV                                                                                         | O00-O99                                                                                    | Nosečnost, porod in poporodno obdobje                                                          |
| XVI                                                                                        | P00-P96                                                                                    | Nekatera stanja, ki izvirajo v obporodnem obdobju                                              |
| XVII                                                                                       | Q00-Q99                                                                                    | Prirojene malformacije, deformacije in kromosomske nenormalnosti                               |
| XVIII                                                                                      | R00-R99                                                                                    | Simptomi, znaki in nenormalni klinični in laboratorijski izvidi, ki niso uvrščeni drugje       |
| XIX                                                                                        | S00-T98                                                                                    | Poškodbe, zastrupitve in nekatere druge posledice zunanjih vzrokov                             |
| XX                                                                                         | V01-Y98                                                                                    | Zunanji vzroki obolevnosti in umrljivosti                                                      |
| XXI                                                                                        | Z00-Z99                                                                                    | Dejavniki, ki vplivajo na zdravstveno stanje in na stik z zdravstveno službo                   |
| XXII                                                                                       | U00-U99                                                                                    | Kode za posebno uporabo                                                                        |

Mednarodno klasifikacijo bolezni in sorodnih zdravstvenih problemov 10-ta revizija (MKB-10) objavlja Svetovna zdravstvena organizacija (WHO)..  Ta stran vsebuje MKB-10 Poglavje XXI: Dejavniki, ki vplivajo na zdravstveno stanje in na stik z zdravstveno službo.

## Z00-Z99 - Dejavniki, ki vplivajo na zdravstveno stanje in na stik z zdravstveno službo

### (Z00-Z13) Osebe, ki se srečujejo z zdravstveno službo zaradi pregleda ali preiskave
- (Z00) Splošni pregledi in preiskave oseb brez težav ali sporočene diagnoze
- (Z01) Ostali specialni pregledi in preiskave oseb brez težav ali sporočene diagnoze
- (Z02) Pregled in stik zaradi administrativnih razlogov
- (Z03) Zdravstveno opazovanje in ocenjevanje zaradi suma bolezni in stanja
- (Z04) Zdravstveno opazovanje in ocenjevanje zaradi drugih vzrokov
- (Z08) Nadaljnje spremljanje po zdravljenju zaradi malignih neoplazem
- (Z09) Nadaljnje spremljanje po zdravljenju zaradi stanj, ki niso maligne neoplazme
- (Z10) Rutinski splošni zdravstveni pregled opredeljene skupine prebivalstva
- (Z11) Poseben presejalni pregled za infekcijske in parazitske bolezni
- (Z12) Poseben presejalni pregled za odkrivanje neoplazem
- (Z13) Poseben presejalni pregled za odkrivanje drugih bolezni in motenj

### (Z20-Z29) Osebe, pri katerih obstaja nevarnosti za okvare zdravja zaradi nalezljivih bolezni
- (Z20) Izpostavljenost nalezljivim boleznim in stik z njimi
- (Z21) Infekcija z virusom človeške imunske pomanjkljivosti (HIV), brez simptomov
- (Z22) Kliconosec nalezljive bolezni
- (Z23) Cepljenje proti posamičnim bakterijskim boleznim
- (Z24) Cepljenje proti nekaterim posamičnim virusnim boleznim
- (Z25) Cepljenje proti drugim posamičnim virusnim boleznim
- (Z26) Cepljenje proti drugim posamičnim infekcijskim boleznim
- (Z27) Cepljenje proti kombinaciji infekcijskih bolezni
- (Z28) Cepljenje, ki ni bilo opravljeno
- (Z29) Drugi preventivni (profilaktični) ukrepi

### (Z30-Z39) Osebe, ki se srečujejo z zdravstveno službo v okoliščinah, povezanih z reprodukcijo
- (Z30) Kontracepcijska obravnava
- (Z31) Obravnavanje oploditve
- (Z32) Pregled in test na nosečnost
- (Z33) Nosečnost, naključna
- (Z34) Nadzor nad normalno nosečnostjo
- (Z35) Nadzor nad zelo tvegano nosečnostjo

- (Z36) Predporodno presejanje
  - (Z36.0) Predporodno presejanje zaradi odkrivanja kromosomskih anomalij
    - Amniocenteza
    - Placentalni vzorec (vzet vaginalno)

  - (Z36.1) Predporodno presejanje zaradi odkrivanja povišane ravni alfafetoproteina
  - (Z36.2) Druge vrste predporodno presejanje, zasnovano na amniocentezi
  - (Z36.3) Predporodno presejanje zaradi odkrivanja malformacij ob uporabi ultrazvoka in drugih fizikalnih metod
  - (Z36.4) Predporodno presejanje zaradi odkrivanja zaostanka v zarodkovi rasti ob uporabi ultrazvoka in drugih fizikalnih metod
  - (Z36.5) Predporodno presejanje zaradi odkrivanja izoimunizacije
  - (Z36.8) Druge vrste predporodno presejanje
  - (Z36.9) Predporodno presejanje, neopredeljeno

- (Z37) Izhod poroda
- (Z38) Živorojeni otroci glede na kraj rojstva
- (Z39) Poporodna oskrba in pregled

### (Z40-Z54) Osebe, ki se srečujejo z zdravstveno službo zaradi specifičnih postopkov in zdravstvene oskrbe
- (Z40) Preventivni (profilaktični) kirurški poseg
- (Z41) Postopki zaradi namenov, ki niso izboljšanje zdravstvenega stanja
- (Z42) Nadaljnja oskrba, ki vključuje plastični kirurški poseg
- (Z43) Oskrba umetnih telesnih odprtin
- (Z44) Umerjanje in prilagoditev zunanjih protetičnih pripomočkov
- (Z45) Prilagoditev in ureditev vsajenega pripomočka
- (Z46) Umerjanje in prilagoditev drugih pripomočkov
- (Z47) Druge vrste ortopedska nadaljnja oskrba
- (Z48) Druge vrste kirurške nadaljnje oskrbe
- (Z49) Oskrba z dializo
- (Z50) Oskrba, ki vsebuje uporabo rehabilitacijskih postopkov
- (Z51) Druge vrste medicinska oskrba
- (Z52) Dajalci organov in tkiv
- (Z53) Osebe, ki se srečujejo z zdravstveno službo zaradi posebnih postopkov, ki niso izvedeni
- (Z54) Okrevanje

### (Z55-Z65) Osebe s potencialnim zdravstvenim tveganjem zaradi socialnoekonomskih in psihosocialnih okoliščin
- (Z55) Težave, povezane z vzgojo in izobrazbo
- (Z56) Težave, povezane z zaposlenostjo in nezaposlenostjo
- (Z57) OccPoklicna izpostavljenost dejavnikom tveganja
- (Z58) Težave, povezane s fizičnim okoljem
- (Z59) Težave, povezane z nastanitvenimi in ekonomskimi okoliščinami
- (Z60) Težave, povezane s socialnim okoljem
- (Z61) Težave, povezane z negativnimi življenjskimi dogodki v otroštvu
- (Z62) Ostale težave, povezane z vzgojo
- (Z63) Ostale težave, povezane s primarno podporno skupino, vkjučujoč družinske okoliščine
- (Z64) Težave, povezane z nekaterimi psihosocialnimi okoliščinami
- (Z65) Težave, povezane z drugimi psihosocialnimi okoliščinami

### (Z70-Z76) Osebe, ki se srečujejo z zdravstveno službo zaradi drugih okoliščin
- (Z70) Svetovanje, povezano s spolnim vedenjem, obnašanjem in usmeritvijo
- (Z71) Osebe, ki se srečujejo z zdravstveno službo zaradi drugih nasvetov in medicinskega svetovanja, ki ni uvrščeno drugje
- (Z72) Težave, povezane z načinom življenja
- (Z73) Težave, povezane s težavami pri urejanju življenja
- (Z74) Težave, povezane z odvisnostjo od negovalca
- (Z75) Težave, povezane z zdravstvenimi zmogljivostmi in drugo zdravstveno oskrbu
- (Z76) Osebe, ki prihajajo v stik z zdravstveno službo v drugih okoliščinah

### (Z80-Z99) Osebe s potencialnim zdravstvenim tveganjem, ki je povezano z družinsko in osebno anamnezo in nekatera stanja, ki vplivajo na zdravstveno stanje
- (Z80) Družinska anamneza o malignih neoplazmah
- (Z81) Družinska anamneza o duševnih in vedenjskih motnjah
- (Z82) Družinska anamneza o nekaterih nezmožnostih in kroničnih boleznih, ki povzročajo nesposobnost
- (Z83) Družinska anamneza o drugih specifičnih motnjah
- (Z84) Družinska anamneza o drugih stanjih
- (Z85) Osebna anamneza o malignih neoplazmah
- (Z86) Osebna anamneza o nekaterih drugih boleznih
- (Z87) Osebna anamneza o drugih boleznih in stanjih

- (Z88) Osebna anamneza o alergijah na droge, zdravila in biološke snovi
  - (Z88.0) Osebna anamneza alergije na penicilin
  - (Z88.1) Osebna anamneza alergije na druge antibiotike
  - (Z88.2) Osebna anamneza alergije na sulfonamide

- (Z89) Pridobljena odsotnost uda
  - (Z89.0) Pridobljena odsotnost prsta(-ov)(vključno s palcem), enostranska
  - (Z89.1) Pridobljena odsotnost roke in zapestja
  - (Z89.2) Pridobljena odsotnost zgornjega uda nad zapestjem

Roka BDO
- (Z89.3) Pridobljena odsotnost obeh zgornjih udov (katera koli raven)

Pridobljena odsotnost prsta(-ov), obojestransko
- (Z89.4) Pridobljena odsotnost stopala in gležnja

Palec(-lca) na nogi
- (Z89.5) Pridobljena odsotnost noge v kolenu ali pod njim
- (Z89.6) Pridobljena odsotnost noge nad kolenom

Noga BDO
- (Z89.7) Pridobljena odsotnost obeh spodnjih udov (katera koli raven, razen samo obeh palcev)
- (Z89.8) Pridobljeno manjkanje zgornjih in spodnjih udov (katera koli raven)
- (Z89.9) Pridobljeno manjkanje uda, neopredeljeno
- (Z90) Pridobljena odsotnost organov, ki ni uvrščena drugje
  - (Z90.0) Pridobljena odsotnost dela glave ali vratu

Oko
Grlo
Nos
Izključeno:Krepko besedilo zobje (K08.1)
- - (Z90.1) Pridobljena odsotnost dojk(e-)
  - (Z90.2) Pridobljena odsotnost pljuč (dela)
  - (Z90.3) Pridobljena odsotnost dela želodca
  - (Z90.4) Pridobljena odsotnost drugih delov prebavil
  - (Z90.5) Pridobljena odsotnost ledvice
  - (Z90.6) Pridobljena odsotnost drugih delov sečil
  - (Z90.7) Pridobljena odsotnost genitalnega(-ih) organa(-ov)
  - (Z90.8) Pridobljena odsotnost drugih organov

- (Z91) Osebna anamneza o dejavnikih tveganja, ki ni uvrščena drugje
- (Z92) Osebna anamneza medicinskega obravnavanja

- (Z93) Stanje z umetno odprtino
  - (Z93.0) Stanje s traheostomo
  - (Z93.1) Stanje s gastrostomo
  - (Z93.2) Stanje z ileostomo
  - (Z93.3) Stanje s kolostomo
  - (Z93.4) Stanje z drugimi odprtinami gastrointestinalnega trakta
  - (Z93.5) Stanje s cistostomo
  - (Z93.6) Stanje z ostalimi umetnimi odprtinami sečil
  - (Z93.8) Stanje z druge vrste umetno odprtino
  - (Z93.9) Stanje z umetno odprtino, neopredeljeno

- (Z94) Stanje s presajenim organom ali tkivom
- (Z95) Prisotnost srčnih in žilnih vsadkov (implantatov) in presadkov (transplantatov)
  - (Z95.0) Prisotnost srčnega spodbujevalnika (pacemaker)

Izključeno: zapleti srčnih in žilnih pripomočkov, vsadkov in presadkov (T82.-)
- (Z95.1) Prisotnost aortokoronarnega obvoda
- (Z95.2) Prisotnost umetne srčne zaklopke
- (Z95.3) Prisotnost srčne zaklopke, ki ni človeškega izvora
- (Z95.4) Prisotnost drugih nadomestkov za srčne zaklopke
- (Z95.5) Prisotnost vsadkov in presadkov ob koronarni angioplastiki

Prisotnost koronarne arterijske proteze
Stanje po koronarni angioplastiki BDO
- (Z95.8) Prisotnost drugih srčnih in žilnih vsadkov in presadkov

Prisotnost intravaskularne proteze NUD
Stanje po periferni angioplastiki BDO
- (Z95.9) Prisotnost srčnega in žilnega vsadka in presadka, neopredeljena
- (Z96) Prisotnost drugih funkcionalnih vsadkov
  - (Z96.0) Prisotnost urogenitalnih vsadkov
  - (Z96.1) Prisotnost očesne leče

Psevdofakija
- (Z96.2) Prisotnost otoloških in avdioloških vsadkov

Slušni aparat za kostno prevodnost
Kohlearni vsadek
Nadomestek Evstahijeve tube
Cevka po miringotomiji
Nadomestek za stremence
- (Z96.3) Prisotnost umetnega grla
- (Z96.4) Prisotnost endokrinih vsadkov

Insulinska črpalka
- (Z96.5) Prisotnost vsadkov v zobno korenino in spodnjo čeljust
- (Z96.6) Prisotnost ortopedskih sklepnih vsadkov

Nadomestek za sklep na prstu
Nadomestek za kolčni sklep (delni/popolni)
- (Z96.7) Prisotnost drugih kostnih in tetivnih vsadkov

Ploščica za lobanjo
- (Z96.8) Prisotnost drugih opredeljenih funkcionalnih vsadkov
- (Z96.9) Prisotnost funkcionalnih vsadkov, neopredeljena
- (Z97) Prisotnost drugih pripomočkov
- (Z98) Ostala stanja po kirurških posegih
  - (Z98.0) Stanje po intestinalnem obvodu in anastomozi
  - (Z98.1) Stanje po zatrditvi sklepa (artrodezi)
  - (Z98.2) Prisotnost pripomočka za dreniranje cerebrospinalne tekočine

CSF šant
- (Z98.8) Druga opredeljena stanja po kirurških posegih

- (Z99) Odvisnost od usposabljajočih naprav in pripomočkov, ki ni uvrščena drugje
  - (Z99.0) Odvisnost od aspiratorja
  - (Z99.1) Odvisnost od respiratorja
  - (Z99.2) Odvisnost od ledvične dialize

Prisotnost arteriovenskega šanta za dializo
Stanje ledvične dialize
Izključeno:Ležeče besedilo priprava na dializo, zdravljenje ali postopek z dializiranjem (Z49.-)
- (Z99.3) Odvisnost od invalidskega vozička
- (Z99.8) Odvisnost od drugih usposabljajočih naprav in pripomočkov
- (Z99.9) Odvisnost od neopredeljene usposabljajoče naprave ali pripomočka